# Лассе Собіх
Лассе Собіх (нім. Lasse Sobiech, нар. 18 січня 1991, Шверте) — німецький футболіст, захисник клубу «Стелленбош».

## Клубна кар'єра
Народився 18 січня 1991 року в місті Шверте. Собех почав грати у футбол у клубі «Шверте» у віці чотирьох років, а в 2003 році перейшов до академії «Боруссії» (Дортмунд). Там він пройшов через молодіжні команди та 2009 року укеклав перший контракт з «Боруссією» до літа 2012 року, після чого був включений до складу другої команди, що грала у Третій лізі. Там він дебютував на дорослому рівні в матчі проти «Ваккера» (Бургхаузен) 25 липня 2009 року, який закінчився з рахунком 3:4. У подальшому по ходу сезону Собіх залишився гравцем основного складу і провів 32 гри і забив 1 гол. Зі своєю командою він посів 18 місце в таблиці і таким чином вилетів до Регіональної ліга Захід. Там він продовжував грати в основному в резервній команді і потрапляв до першої лише тоді, коли один із трьох центральних захисників «Боруссії» (Матс Гуммельс, Невен Суботич і Феліпе Сантана) не могли взяти участь у грі. Тим не менш Лассе кожен раз лишався на лаві запасних і так і не дебютував за рідну команду, але був частиною складу, яка того сезону виграла чемпіонат Німеччини. У Регіональній лізі Захід за дублерів він провів 23 матчі.

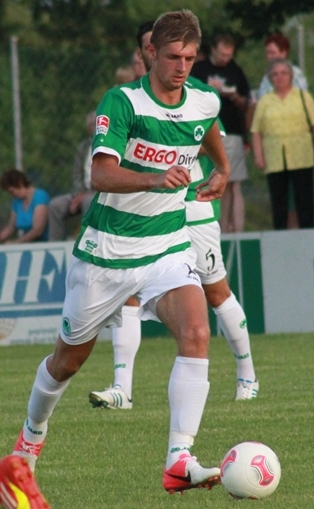
Лассе Собіх під час виступів за «Гройтер». 2012 рік.

Щоб мати ігрову практику, Собех продовжив свій контракт із дортмундською «Боруссією» після закінчення сезону та був відданий в оренду на рік у «Санкт-Паулі» з Другої Бундесліги. Однак він пропустив половину сезону через травму і зіграв лише чотирнадцять матчів та забив один гол за першу команду в усіх турнірах. Він також був використаний у двох матчах другої команди в Регіональній лізі Північ. Після цього перед сезоном 2012/13 він перейшов на правах оренди до новачка Бундесліги клубу «Гройтер», у складі якого дебютував у вищому дивізіоні країни 31 серпня 2012 року (2-й тур) у грі проти «Майнца 05» (0:1). Він забив свій перший гол у Бундеслізі 19 жовтня 2012 року (8-й тур) у матчі проти клубу «Гоффенгайм 1899» (3:3), встановивши остаточний рахунок у доданий час. До кінця сезону він провів 24 гри в усіх турнірах, забив два голи, але не врятував команду від вильоту.
Влітку 2013 року Собех перейшов до «Гамбурга», підписавши трирічний контракт до 30 червня 2016 року. Втім у новій команді не зміг стати основним захисником і зіграв лише десять матчів у Бундеслізі, забивши один гол. Також провів три гри і забив один гол за другу команду в Регіональній лізі. Через це на сезон 2014/15 Собех перейшов в оренду до «Санкт-Паулі», де вже успішно грав раніше. Лассе провів 31 матч у другому дивізіоні та забив чотири голи протягом терміну оренди, після чого підписав повноцінний контракт, який діяв до кінця сезону з опцією продовження ще на один сезон. Після цього провів у складі команди ще три сезони. Більшість часу, проведеного у складі «Санкт-Паулі», був основним гравцем захисту команди і в деяких матчах виводив команду у статусі капітана.
23 березня 2018 року було оголошено, що його контракт, який закінчувався влітку, не буде продовжено і Собех буде грати за «Кельн» з сезону 2018/19. Там Собех з'явився в 17 іграх другого дивізіону і допоміг команді посісти перше місце та вийти до Бундесліги. Там захисник втратив місце в команді і лише один раз зіграв у вищому німецькому дивізіоні за команду. Тому наприкінці січня 2020 року Собіха віддали до кінця сезону в оренду до Бельгії в клуб першого дивізіону «Рояль Ексель Мускрон», який тренував німець Бернд Голлербах. Собех зіграв усі шість можливих ігор повністю і забив один гол, але через пандемію COVID-19 сезон був скасований достроково, а «Мускрон» на той момент був десятим. В результаті захисник повернувся в «Кельн» до закінчення терміну орендного контракту і підтримував форму з резервної командою з Регіональної ліги, матчі якої теж були призупинені. 6 вересня 2020 року він був відданий в оренду у швейцарський «Цюрих». До кінця сезону 2020/21 він провів 12 матчів у вищому дивізіоні Швейцарії і забив три голи.
У липні 2021 року Собіх та «Кельн» розірвали контракт, і захисник підписав контракт із клубом другого дивізіону «Дармштадт 98» до кінця сезону 2021/22. 24 липня 2021 року він дебютував за нову команду у домашній грі проти клубу «Ян Регенсбург» (0:2), але він не зміг закріпитись через кілька травм, провівши лише 15 ігор, після чого клуб вирішив не продовжувати контракт з гравцем по закінченні сезону.
6 липня 2022 року Собех приєднався до південноафриканського «Стелленбоша».

## Виступи за збірні
У 2009 році Собех у складі юнацької збірної Німеччини (U-18) виступав на міжнародному турнірі в Об'єднаних Арабських Еміратах, де разом із Німеччиною та господарями брали участь Японія та Єгипет, зігравши в усіх трьох іграх. Після цього Собіх став грати за команду до 19 років, взявши участь в 8 іграх і відзначившись одним забитим голом.
Протягом 2010—2013 років залучався до складу молодіжної збірної Німеччини, з якою був учасником молодіжного чемпіонату Європи 2013 року в Ізраїлі. На турнірі Собіх зіграв лише один матч проти збірної Росії, яку німці перемогли з рахунком 2:1, але цього не вистачило для виходу з групи. Загалом на молодіжному рівні зіграв у 16 офіційних матчах, забив 2 голи.

## Титули і досягнення
- Чемпіон Німеччини (1):

«Боруссія» (Дортмунд): 2010/11